# Landkreis Fritzlar-Homberg
Der Landkreis Fritzlar-Homberg (bis nach dem Zweiten Weltkrieg Kreis Fritzlar-Homberg) war ein preußischer (Provinz Hessen-Nassau bis 1944, Provinz Kurhessen bis 1945) und später hessischer Landkreis im Regierungsbezirk Kassel.

## Geographie
Der Landkreis grenzte Ende 1973, im Nordosten beginnend im Uhrzeigersinn, an die Landkreise Wolfhagen, Kassel, Melsungen, Rotenburg, Hersfeld-Rotenburg, Ziegenhain, Frankenberg und Waldeck.

## Geschichte
Der Kreis entstand am 1. Oktober 1932, bedingt durch den Zwang zu Einsparungsmaßnahmen im Gefolge der Weltwirtschaftskrise von 1929, im Zuge der sogenannten kleinen Verwaltungsreform in Preußen durch die Zusammenlegung der Kreise Fritzlar und Homberg. Der ursprünglich für den neuen Kreis vorgesehene Name Fritzlar wurde durch Beschluss des Preußischen Staatsministeriums vom 27. September 1932 in Fritzlar-Homberg geändert. Die Kreisstadt war Fritzlar. Der Kreis hatte eine Fläche von 661,9 km² und umfasste anfänglich 113 Gemeinden, darunter die fünf Städte Borken, Fritzlar, Gudensberg, Homberg und Niedenstein. Nach dem Zweiten Weltkrieg erfolgte die Umbenennung des Kreises Fritzlar-Homberg in Landkreis Fritzlar-Homberg.
Zu den ersten Gemeindefusionen kam es im Landkreis Fritzlar-Homberg bereits in den 1950er- und 1960er-Jahren. Am Anfang der 1970er-Jahre änderte sich auch mehrfach die Abgrenzung des Landkreises:
- Am 31. Dezember 1971 schieden die Gemeinden Mühlbach, Raboldshausen, Saasen und Salzberg aus dem Landkreis aus und wurden in die neue Gemeinde Neuenstein (Hessen) im damaligen Landkreis Hersfeld eingegliedert.
- Ebenfalls am 31. Dezember 1971 wurde die Gemeinde Deute aus dem damaligen Landkreis Melsungen in die Gemeinde Gudensberg im Landkreis Fritzlar-Homberg eingegliedert.
- Am 1. April 1972 wurde die Gemeinde Niedermöllrich aus dem damaligen Landkreis Melsungen in die Gemeinde Wabern im Landkreis Fritzlar-Homberg eingegliedert.
- Am 1. August 1972 wurde die Gemeinde Rengshausen aus dem aufgelösten Landkreis Rotenburg in den Landkreis eingegliedert.

Die Fläche des Landkreises erhöhte sich hierdurch von ursprünglich 661,9 km² auf 668,8 km². Durch eine Reihe von weiteren Gemeindefusionen verringerte sich die Zahl der Gemeinden des Landkreises bis Ende 1973 auf 22.
Im Rahmen der hessischen Kreisreform wurde der Kreis Fritzlar-Homberg mit Wirkung vom 1. Januar 1974 mit den Landkreisen Melsungen und Ziegenhain zum Schwalm-Eder-Kreis vereinigt. Gleichzeitig fanden zum 1. Januar 1974 noch weitere Eingemeindungen statt. Aus dem Landkreis Fritzlar-Homberg traten damit letztlich elf Gemeinden in den Schwalm-Eder-Kreis ein. Kreisstadt des neuen Großkreises wurde Homberg.

## Einwohnerentwicklung
Die Einwohnerentwicklung im Landkreis Fritzlar-Homberg verlief wie in der Tabelle dargestellt:
| Jahr | Einwohner | Quelle |
| ---- | --------- | ------ |
| 1933 | 55.792    | [ 3 ]  |
| 1939 | 58.023    | [ 3 ]  |
| 1945 | 74.600    | [ 3 ]  |
| 1950 | 87.944    | [ 3 ]  |
| 1957 | 79.242    | [ 3 ]  |
| 1960 | 78.400    | [ 3 ]  |
| 1961 | 78.435    | [ 7 ]  |
| 1968 | 84.100    | [ 3 ]  |
| 1970 | 83.889    | [ 7 ]  |
| 1972 | 86.000    | [ 6 ]  |

Der starke Bevölkerungszuwachs nach dem Zweiten Weltkrieg ist auf eine hohe Zahl von Evakuierten und Flüchtlingen aus den ehemaligen deutschen Ostgebieten zurückzuführen.

## Politik

### Deutsches Reich
Bei den Wahlen vom 5. März 1933 wurde wie folgt gewählt:
| Reichstagswahlen 5. März 1933        | Reichstagswahlen 5. März 1933 | Reichstagswahlen 5. März 1933 |
| ------------------------------------ | ----------------------------- | ----------------------------- |
| Wahlbeteiligung 90,9 %               |                               |                               |
| Partei                               | Stimmen                       | Prozent                       |
| NSDAP                                | 20.157                        | 61,70                         |
| SPD                                  | 07.838                        | 24,00                         |
| KPD                                  | 01.113                        | 3,4                           |
| Zentrum                              | 01.318                        | 4,0                           |
| DNVP (Kampffront Schwarz-weiß-rot)   | 01.458                        | 4,5                           |
| DVP – Deutsche Volkspartei           | 00.139                        | 0,4                           |
| Christlich-sozialer Volksdienst      | 00.415                        | 1,3                           |
| Deutsche Bauernpartei                | 00.007                        | 00,02                         |
| Deutsch-Hannoversche Partei          | 00.013                        | 00,04                         |
| DDP (Deutsche Staatspartei)          | 00.220                        | 0,7                           |
| Andere Parteien                      | –                             | –                             |
| Abgegebene gültige Stimmen insgesamt | 32.678                        | 100                           |

Dies war die letzte freie Wahl bis zum Ende des Zweiten Weltkrieges.

### Bundesrepublik Deutschland
Bei der ersten Wahl zum Deutschen Bundestag 1949 bildete der Landkreis Fritzlar-Homberg mit den Landkreisen Frankenberg und Ziegenhain den Wahlkreis 4 Fritzlar-Homberg.
Von den 131.308 wahlberechtigten Bürgern nahmen 101.740 ihr Wahlrecht wahr. Von den abgegebenen Stimmen waren 3328 Stimmen ungültig.
| Bundestagswahlen 14. August 1949     | Bundestagswahlen 14. August 1949 | Bundestagswahlen 14. August 1949 |
| ------------------------------------ | -------------------------------- | -------------------------------- |
| Wahlbeteiligung 77,48 %              |                                  |                                  |
| Partei                               | Stimmen                          | Prozent                          |
| SPD                                  | 28.733                           | 29,2                             |
| CDU                                  | 13.349                           | 13,6                             |
| FDP                                  | 34.941                           | 35,5                             |
| KPD                                  | 03.363                           | 03,4                             |
| Parteilose                           | 18.026                           | 18,3                             |
| Abgegebene gültige Stimmen insgesamt | 98.412                           | 100                              |

Der Zuschnitt des Wahlkreises änderte sich bis zur Bundestagswahl von 1972 nicht mehr.

### Landräte
- 1. Januar 1932 bis 1945: Carl von Funck[9]
- 1945 bis Mai 1946 Wilhelm Koolen
- 2. Juni 1946 bis 1948 Georg Völker (SPD)
- 1. Juli 1948 bis 30. Juni 1954 Karl-Edmund Dietrich
- 1. Juli 1954 bis 30. Juni 1960 Karl Schumann
- 1. Juli 1960 bis zum 31. Dezember 1973: August Franke (SPD)

### Wappen und Flagge
Im November 1949 wurde dem Landkreis Fritzlar-Homberg durch das Hessische Staatsministerium das Recht zur Führung eines Wappens nach vorgelegtem Entwurf gestattet.
Das Wappen ist eine Kombination aus dem Löwen des Wappens der Stadt Homberg mit den Rädern des Wappens der Stadt Fritzlar (Mainzer Rad).
Im November 1953 wurde dem Landkreis Fritzlar-Homberg durch den Hessischen Minister des Innern die Führung einer Flagge nach vorgelegtem Entwurf genehmigt.

## Gemeinden
Die folgende Tabelle enthält alle Gemeinden, die dem Landkreis Fritzlar-Homberg angehörten, mit ihrer historischen Kreiszugehörigkeit und den Daten aller Eingemeindungen.
| Gemeinde                | Kreis bis 1932 | eingemeindet nach               | Datum der Eingemeindung              |
| ----------------------- | -------------- | ------------------------------- | ------------------------------------ |
| Allendorf               | Kreis Homberg  | Frielendorf                     | 1. Januar 1974                       |
| Allmuthshausen          | Kreis Homberg  | Homberg                         | 31. Dezember 1971                    |
| Appenfeld 1             |                | Knüllwald                       | 31. Dezember 1971                    |
| Arnsbach                | Kreis Homberg  | Borken                          | 1. Januar 1974                       |
| Berge                   | Kreis Homberg  | Homberg                         | 31. Dezember 1971                    |
| Berndshausen            | Kreis Homberg  | Knüllwald                       | 1. Januar 1974                       |
| Besse                   | Kreis Fritzlar | Edermünde                       | 1. Januar 1974                       |
| Betzigerode             | Kreis Fritzlar | Zwesten                         | 31. Dezember 1971                    |
| Bischhausen             | Kreis Fritzlar | Neuental                        | 31. Dezember 1971                    |
| Borken, Stadt           | Kreis Homberg  |                                 |                                      |
| Cappel                  | Kreis Fritzlar | Fritzlar                        | 31. Dezember 1971                    |
| Caßdorf                 | Kreis Homberg  | Homberg                         | 31. Dezember 1971                    |
| Densberg                | Kreis Fritzlar | Jesberg                         | 1. Januar 1974                       |
| Dickershausen           | Kreis Homberg  | Homberg                         | 1. Februar 1971                      |
| Dillich                 | Kreis Homberg  | Borken                          | 31. Dezember 1971                    |
| Dissen                  | Kreis Fritzlar | Gudensberg                      | 31. Dezember 1971                    |
| Dorheim                 | Kreis Fritzlar | Neuental                        | 31. Dezember 1971                    |
| Dorla                   | Kreis Fritzlar | Gudensberg                      | 31. Dezember 1971                    |
| Edermünde 2             |                |                                 |                                      |
| Ellingshausen           | Kreis Homberg  | Knüllwald                       | 31. Dezember 1971                    |
| Elnrode                 | Kreis Fritzlar | Elnrode-Strang Jesberg          | 15. September 1964 31. Dezember 1971 |
| Elnrode-Strang 3        |                | Jesberg                         | 31. Dezember 1971                    |
| Ermetheis               | Kreis Fritzlar | Niedenstein                     | 1. September 1970                    |
| Falkenberg              | Kreis Homberg  | Wabern                          | 31. Dezember 1971                    |
| Freudenthal             | Kreis Homberg  | Borken                          | 31. Dezember 1971                    |
| Fritzlar, Stadt         | Kreis Fritzlar |                                 |                                      |
| Geismar                 | Kreis Fritzlar | Fritzlar                        | 31. Dezember 1971                    |
| Gilsa                   | Kreis Fritzlar | Neuental                        | 31. Dezember 1971                    |
| Gleichen                | Kreis Fritzlar | Gudensberg                      | 31. Dezember 1971                    |
| Gombeth                 | Kreis Homberg  | Borken                          | 31. Dezember 1971                    |
| Grebenhagen             | Kreis Homberg  | Schwarzenborn                   | 1. Januar 1974                       |
| Grifte                  | Kreis Fritzlar | Edermünde                       | 31. Dezember 1971                    |
| Großenenglis            | Kreis Fritzlar | Borken                          | 1. Januar 1974                       |
| Gudensberg, Stadt       | Kreis Fritzlar |                                 |                                      |
| Haarhausen              | Kreis Homberg  | Borken                          | 31. Dezember 1971                    |
| Haddamar                | Kreis Fritzlar | Fritzlar                        | 31. Dezember 1971                    |
| Haldorf                 | Kreis Fritzlar | Edermünde                       | 31. Dezember 1971                    |
| Hebel                   | Kreis Homberg  | Wabern                          | 31. Dezember 1971                    |
| Hergetsfeld             | Kreis Homberg  | Knüllwald                       | 31. Dezember 1971                    |
| Holzhausen am Hahn      | Kreis Fritzlar | Edermünde                       | 31. Dezember 1971                    |
| Holzhausen bei Homberg  | Kreis Homberg  | Homberg                         | 1. Februar 1971                      |
| Homberg, Stadt          | Kreis Homberg  |                                 |                                      |
| Hombergshausen          | Kreis Homberg  | Homberg                         | 31. Dezember 1971                    |
| Hülsa 4                 |                | Homberg                         | 31. Dezember 1971                    |
| Hundshausen             | Kreis Fritzlar | Jesberg                         | 1. Januar 1974                       |
| Jesberg                 | Kreis Fritzlar |                                 |                                      |
| Kerstenhausen           | Kreis Fritzlar | Kleinenglis Borken              | 31. Dezember 1971 1. Januar 1974     |
| Kirchberg               | Kreis Fritzlar | Niedenstein                     | 31. Dezember 1971                    |
| Kleinenglis             | Kreis Fritzlar | Borken                          | 1. Januar 1974                       |
| Knüllwald 2             |                |                                 |                                      |
| Lembach                 | Kreis Homberg  | Homberg                         | 31. Dezember 1971                    |
| Lendorf                 | Kreis Homberg  | Borken                          | 31. Dezember 1971                    |
| Leuderode               | Kreis Homberg  | Frielendorf                     | 1. Januar 1974                       |
| Lohne                   | Kreis Fritzlar | Fritzlar                        | 31. Dezember 1971                    |
| Lützelwig               | Kreis Homberg  | Homberg                         | 1. Februar 1971                      |
| Maden                   | Kreis Fritzlar | Gudensberg                      | 31. Dezember 1971                    |
| Mardorf                 | Kreis Homberg  | Homberg                         | 31. Dezember 1971                    |
| Metze                   | Kreis Fritzlar | Niedenstein                     | 31. Dezember 1971                    |
| Mörshausen              | Kreis Homberg  | Homberg                         | 1. Februar 1971                      |
| Mosheim                 | Kreis Homberg  | Malsfeld                        | 1. Januar 1974                       |
| Mühlbach                | Kreis Homberg  | Neuenstein (Landkreis Hersfeld) | 31. Dezember 1971                    |
| Mühlhausen              | Kreis Homberg  | Homberg                         | 31. Dezember 1971                    |
| Nassenerfurth           | Kreis Homberg  | Borken                          | 1. Januar 1974                       |
| Neuenhain               | Kreis Homberg  | Neuental                        | 31. Dezember 1971                    |
| Neuental 2              |                |                                 |                                      |
| Niedenstein, Stadt      | Kreis Fritzlar |                                 |                                      |
| Niederappenfeld         | Kreis Homberg  | Appenfeld Knüllwald             | 1. April 1958 31. Dezember 1971      |
| Niederbeisheim          | Kreis Homberg  | Knüllwald                       | 1. Januar 1974                       |
| Niederhülsa             | Kreis Homberg  | Hülsa Homberg                   | 15. September 1960 31. Dezember 1971 |
| Niederurff              | Kreis Fritzlar | Zwesten                         | 31. Dezember 1971                    |
| Oberappenfeld           | Kreis Homberg  | Appenfeld Knüllwald             | 1. April 1958 31. Dezember 1971      |
| Oberbeisheim            | Kreis Homberg  | Knüllwald                       | 31. Dezember 1971                    |
| Oberhülsa               | Kreis Homberg  | Hülsa Homberg                   | 15. September 1960 31. Dezember 1971 |
| Obermöllrich            | Kreis Fritzlar | Fritzlar                        | 31. Dezember 1971                    |
| Oberurff                | Kreis Fritzlar | Oberurff-Schiffelborn Zwesten   | 15. September 1964 31. Dezember 1971 |
| Oberurff-Schiffelborn 3 |                | Zwesten                         | 31. Dezember 1971                    |
| Obervorschütz           | Kreis Fritzlar | Gudensberg                      | 31. Dezember 1971                    |
| Pfaffenhausen           | Kreis Homberg  | Borken                          | 31. Dezember 1971                    |
| Raboldshausen           | Kreis Homberg  | Neuenstein (Landkreis Hersfeld) | 31. Dezember 1971                    |
| Reddingshausen          | Kreis Homberg  | Knüllwald                       | 31. Dezember 1971                    |
| Relbehausen             | Kreis Homberg  | Homberg                         | 31. Dezember 1971                    |
| Remsfeld                | Kreis Homberg  | Knüllwald                       | 31. Dezember 1971                    |
| Rengshausen 5           |                | Knüllwald                       | 1. Januar 1974                       |
| Reptich                 | Kreis Fritzlar | Jesberg                         | 1. September 1968                    |
| Rockshausen             | Kreis Homberg  | Wabern                          | 31. Dezember 1971                    |
| Rodemann                | Kreis Homberg  | Homberg                         | 31. Dezember 1971                    |
| Römersberg              | Kreis Homberg  | Neuental                        | 1. Januar 1974                       |
| Roppershain             | Kreis Homberg  | Homberg                         | 31. Dezember 1971                    |
| Rothhelmshausen         | Kreis Fritzlar | Fritzlar                        | 31. Dezember 1971                    |
| Rückersfeld             | Kreis Homberg  | Allmuthshausen Homberg          | 1. September 1968 31. Dezember 1971  |
| Saasen                  | Kreis Homberg  | Neuenstein (Landkreis Hersfeld) | 31. Dezember 1971                    |
| Salzberg                | Kreis Homberg  | Neuenstein (Landkreis Hersfeld) | 31. Dezember 1971                    |
| Schellbach              | Kreis Homberg  | Knüllwald                       | 31. Dezember 1971                    |
| Schiffelborn            | Kreis Fritzlar | Oberurff-Schiffelborn Zwesten   | 15. September 1964 31. Dezember 1971 |
| Schlierbach             | Kreis Fritzlar | Neuental                        | 31. Dezember 1971                    |
| Singlis                 | Kreis Homberg  | Borken                          | 31. Dezember 1971                    |
| Sipperhausen            | Kreis Homberg  | Malsfeld                        | 1. Januar 1974                       |
| Sondheim                | Kreis Homberg  | Homberg                         | 31. Dezember 1971                    |
| Steindorf               | Kreis Homberg  | Homberg                         | 31. Dezember 1971                    |
| Stolzenbach             | Kreis Homberg  | Borken                          | 31. Dezember 1971                    |
| Strang                  | Kreis Fritzlar | Elnrode-Strang Jesberg          | 15. September 1964 31. Dezember 1971 |
| Trockenerfurth          | Kreis Homberg  | Borken                          | 1. Januar 1974                       |
| Udenborn                | Kreis Fritzlar | Wabern                          | 31. Dezember 1971                    |
| Ungedanken              | Kreis Fritzlar | Fritzlar                        | 31. Dezember 1971                    |
| Unshausen               | Kreis Homberg  | Wabern                          | 31. Dezember 1971                    |
| Uttershausen            | Kreis Fritzlar | Wabern                          | 31. Dezember 1971                    |
| Verna                   | Kreis Homberg  | Frielendorf                     | 1. Januar 1974                       |
| Völkershain             | Kreis Homberg  | Knüllwald                       | 31. Dezember 1971                    |
| Wabern                  | Kreis Fritzlar |                                 |                                      |
| Wallenstein             | Kreis Homberg  | Knüllwald                       | 31. Dezember 1971                    |
| Waltersbrück            | Kreis Fritzlar | Neuental                        | 31. Dezember 1971                    |
| Waßmuthshausen          | Kreis Homberg  | Homberg                         | 31. Dezember 1971                    |
| Wehren                  | Kreis Fritzlar | Fritzlar                        | 31. Dezember 1971                    |
| Welferode               | Kreis Homberg  | Homberg                         | 1. Februar 1971                      |
| Wenzigerode             | Kreis Fritzlar | Zwesten                         | 31. Dezember 1971                    |
| Werkel                  | Kreis Fritzlar | Homberg                         | 31. Dezember 1971                    |
| Wernswig                | Kreis Homberg  | Homberg                         | 1. Oktober 1971                      |
| Wichdorf                | Kreis Fritzlar | Niedenstein                     | 31. Dezember 1971                    |
| Zennern                 | Kreis Fritzlar | Wabern                          | 31. Dezember 1971                    |
| Zimmersrode             | Kreis Fritzlar | Neuental                        | 31. Dezember 1971                    |
| Zwesten                 | Kreis Fritzlar |                                 |                                      |

## Kfz-Kennzeichen
Am 1. Juli 1956 wurde dem Landkreis bei der Einführung der bis heute gültigen Kfz-Kennzeichen das Unterscheidungszeichen FZ zugewiesen. Es wurde bis zum 31. Dezember 1973 ausgegeben. Seit dem 16. März 2015 ist es durch die Kennzeichenliberalisierung im Schwalm-Eder-Kreis erhältlich.